# 角川歴彦
角川 歴彦（かどかわ つぐひこ、1943年（昭和18年）9月1日 - ）は、日本の実業家、映画プロデューサー、アニメプロデューサー。角川源義の次男で、公益財団法人角川文化振興財団名誉会長。一般社団法人日本映画製作者連盟顧問、一般社団法人映画産業団体連合会顧問。
株式会社メディアワークス代表取締役社長、株式会社角川書店代表取締役社長、株式会社角川グループホールディングス代表取締役会長兼CEO、株式会社KADOKAWA（現・株式会社KADOKAWA KEY-PROCESS）取締役会長、カドカワ株式会社（現・株式会社KADOKAWA）取締役会長、東京メトロポリタンテレビジョン株式会社取締役、公益財団法人角川文化振興財団理事長、学校法人角川ドワンゴ学園理事、一般社団法人アニメツーリズム協会理事長、日本雑誌協会理事長、日本映像ソフト協会会長、コンテンツ海外流通促進機構代表幹事、東京国際映画祭チェアマン、内閣官房知的財産戦略本部本部員、公益財団法人大宅壮一文庫評議員などを歴任した。

## 来歴

### 生い立ち
東京都出身。父は角川書店創業者の角川源義。のちに角川書店社長となる角川春樹は兄、歌人の辺見じゅんは姉で、三人の母は冨美子（旧姓鈴木）。両親が離婚した際、角川歴彦は冨美子が育てるはずだったが、離別の際に源義に抱かれて奪われ、結局源義が育てることになった。早稲田大学高等学院入学。
在学中の1949年7月26日に、異母弟・道夫が角川書店の事務員で父の不倫相手でもある後の継母・照子に殺害される。
その後、早稲田大学第一政治経済学部政治学科を卒業した。

### 角川書店に入社

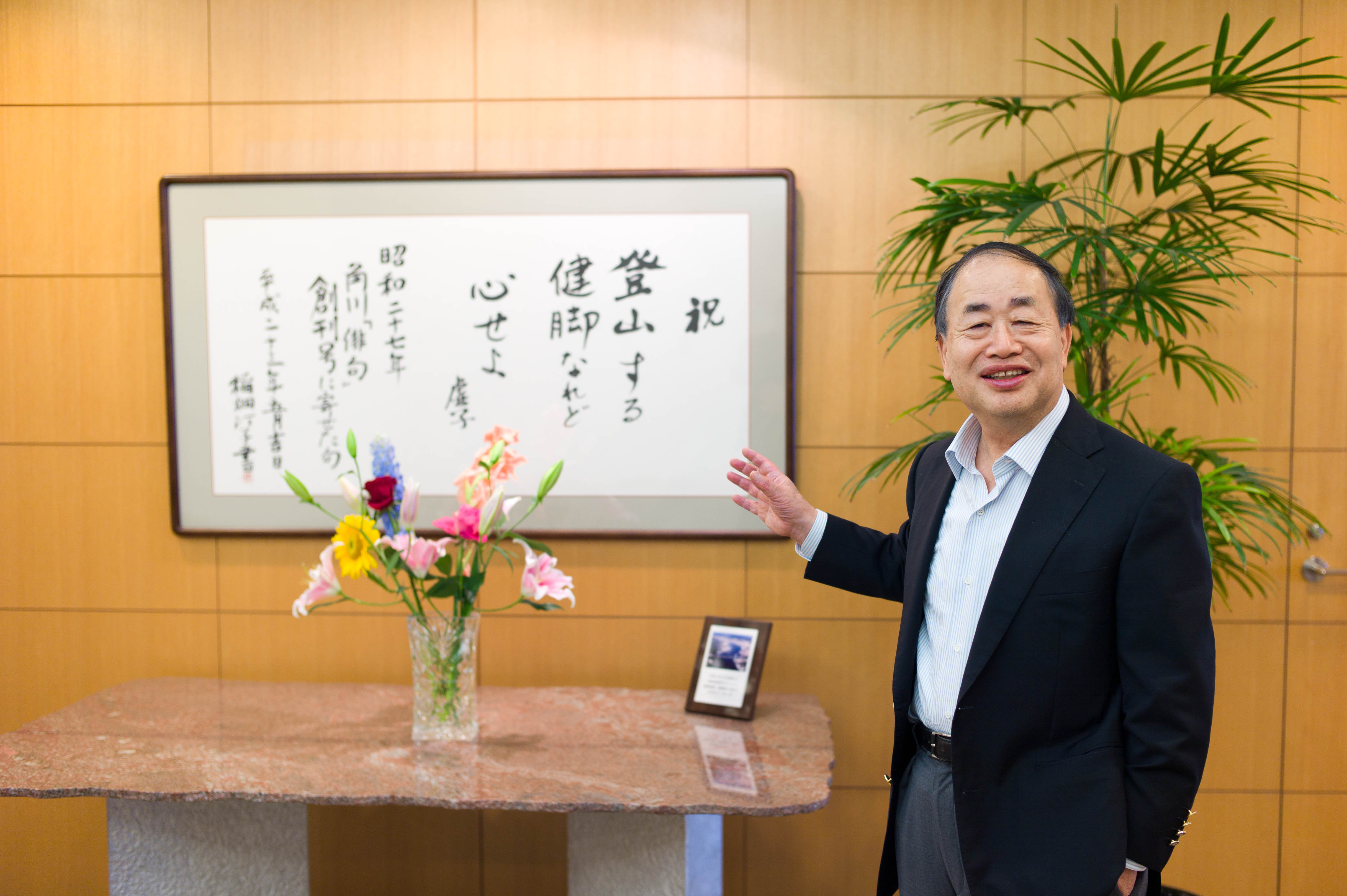
2011年6月21日、東京都にて

角川書店には1966年の大学卒業と同時に入社。
しかし1970年5月21日、異母妹・真理が自殺。
1971年から、NHKで放送されていた『日本史探訪』の書籍化を企画担当して成功させ、角川書店の救世主的出版となる。 
1973年に取締役となり、1975年に専務、1992年に副社長に昇格し、その堅実な経営手腕は社長である兄・春樹と会社経営の両輪をなした。かつてアメリカに留学したときにテレビのブラウン管や雑誌などのメディアへの理解が深まり、子会社の株式会社ザテレビジョンの社長として1982年にテレビ情報誌の『ザテレビジョン』、1990年に都市生活情報誌の『東京ウォーカー』など雑誌部門を育てて、春樹の映画の業績不振の中で大きな収益を上げ、経営に貢献したと言われる。ゲーム分野の子会社の角川メディアオフィスの社長も兼務し、佐藤辰男と出会って会社に迎え入れ、力を合わせてゲーム雑誌『コンプティーク』を立ち上げ、その後『マル勝スーパーファミコン』『コミックコンプ』などゲーム雑誌・漫画雑誌も出版してマニア層をターゲットにしたメディアミックスを進めていた。

### 春樹との確執による角川書店追放から復帰し社長就任
しかし、1992年9月に経営路線の対立で、春樹により角川書店副社長を辞任させられる。
当時角川書店の内部では、春樹が編集と映画、歴彦が営業と分担していたが、ハリウッド進出に失敗した春樹に対し、歴彦が映画制作に異を唱えるようになり、1992年には取締役会で春樹を追放しようとしているという話を春樹が何人かから聞いたので、歴彦の発案で春樹はこの件の仲裁を瀬島龍三に頼む。三人で会ったキャピトル東急で瀬島は歴彦に「辞めなさい」と述べ、退社することになった。。
佐藤辰男ら角川メディアオフィスの従業員のほとんど（角川メディアオフィスの社員71名）が、角川歴彦について退社した。角川歴彦は主婦の友社、紀伊國屋書店などの協力を得てメディアワークス（現・角川アスキー総合研究所）を創業し、翌年2月付でメディアワークス社長に正式に就任した。『月刊電撃コミックGAO!』『電撃スーパーファミコン』『電撃PCエンジン』など5誌や電撃文庫が創刊。しかし、角川歴彦と入れ替わりで取締役に就任した甥の太郎がセクハラ疑惑で退社。1993年8月29日に春樹は、千葉県警察本部（千葉南警察署）により逮捕（麻薬取締法違反・関税法違反・業務上横領被疑事件）、千葉地方検察庁に起訴を経て、千葉刑務所に勾留された（いわゆる「コカイン密輸事件」）。
春樹の逮捕後、歴彦は「海に行ったとき、砕け散る波を見ながら、人間の営みなんてのは小さいことだ。出たら、すぐにでも会いたい」などとたびたび手紙を送った後、歴彦は獄中の春樹に「出所したら角川書店に復帰できるよう取り計らう」と送った手紙に対して、春樹が社長を退任して歴彦が新社長に就任することに承諾すると返信した。
1993年9月2日午前、取締役会で春樹の辞表承認および平取締役への降格、専務の大洞國光が社長就任(社長は30%、常務は20%、取締役と監査役は10%の給与カット)が決定した。
同月「春樹容疑者の母親ら」から「角川家の意向」（当時株式のほぼ半分を所有、40%余りとも）として次期社長に歴彦を就かせるよう要請し、役員はほぼ全員が了承、歴彦は「真剣に検討する」とコメントした。
同月28日の役員会で歴彦を次期社長就任を前提として顧問にすることを決定し、10月中に臨時株主総会を開き歴彦を新社長として選任する予定とした。10月19日に開かれた角川書店の臨時株主総会および取締役会にて、代表取締役社長に角川歴彦、代表取締役専務に佐野正利、新任監査役に紀伊國屋書店の松原治社長が就任する新体制が発足した。。この際辞任した8人の取締役のうち高齢を理由に退任した大洞以外の7人は同社顧問に、春樹は非常勤取締役として留任した。
この時のことを角川歴彦は「春樹の時代に、会社は新興宗教のようになってしまっていた」と発言している。
1994年2月1日に角川書店主催で催された短歌・俳句新年会で歴彦は「父や春樹への思いを五・七・五に並べてみたい」と発言した
春樹は歴彦の手紙を読み歴彦の情愛を感じたとしたが、歴彦は春樹の出所後電話や面会を拒否、春樹の持つ角川書店の株式の売却を提案した。この時のことを春樹は「すべてを失ったという虚脱感」と形容している。
そして、春樹が妻と1995年3月に持ち株を売却したため、「角川家色」からの脱皮の一環として97年秋にも株式公開する方針を固めた。
就任後、角川歴彦は同族経営から脱却するため経営幹部を交代し、1998年11月に東証2部に上場し、後に角川グループを成長させ、一ツ橋グループ（小学館・集英社）や音羽グループ（講談社）に対抗して総合メディア企業を目指した。角川書店の方向性は一般大衆からおたく中心のプラットフォームに変わり、現在に至っている。テーブルトークRPGをモデルにして、春樹とは異なる世界観を中心としたメディアミックスを立ち上げた。一時撤退していた映画事業にヘラルド・エースを買収することで復帰し、『失楽園』『新世紀エヴァンゲリオン劇場版 シト新生』など「新角川映画」も大ヒット。
2003年4月、角川書店を角川ホールディングスに商号変更するとともに持ち株会社化し、同社の代表取締役社長と最高経営責任者に就任した。また、角川ホールディングスから出版事業を譲渡された角川書店（角川ホールディングスの子会社として会社分割により新設）では、代表取締役会長と最高経営責任者に就任した。2005年4月、角川ホールディングスの代表取締役会長に就任するとともに、最高経営責任者も引き続き兼務。角川書店を始めとする角川グループを率いた。2006年7月、角川ホールディングスを角川グループホールディングスに商号変更したが、引き続き代表取締役会長と最高経営責任者を兼務。2002年より社団法人日本映像ソフト協会会長を務めるなど、出版・映像関連の業界団体の多くで役員を務めている。また、 東京国際映画祭ではチェアマンを務めた。
その後、角川グループホールディングスの代表取締役と最高経営責任者を退任、代表権のない取締役会長となり、経営の第一線から退いた。2012年には、角川書店の会長職からも退いた。その後は角川マガジンズ、ブックウォーカーの取締役会長や、角川書店の取締役を務める。2013年6月22日、角川グループホールディングスがKADOKAWAに商号変更し、それにともない同社の取締役会長に就任した。
2014年10月にKADOKAWAとIT企業のドワンゴが経営統合し、持株会社KADOKAWA・DWANGO（現・KADOKAWA）の取締役相談役、2017年6月に取締役会長へ就任した。同社及びドワンゴ代表取締役の川上量生を後継者としていたが、2019年の業績低迷により解任された。

### KADOKAWAグループの不祥事による逮捕をめぐって
2022年9月6日、東京オリンピック・パラリンピックの大会スポンサーの選定を巡り、大会組織委員会の元理事・高橋治之の知人が経営する会社にコンサルタント料名目の金約7600万円を支払ったとして、KADOKAWAの元専務芳原世幸ら2人が贈賄容疑で逮捕され、KADOKAWA本社や会長である角川歴彦の自宅も家宅捜索を受けた。
角川歴彦は9月5日、報道各社の代表取材に応じ「賄賂を渡したという認識はない」として関与を否定したが、9月14日に贈賄容疑で逮捕された。角川歴彦は同社元専務ら2人と共謀し、大会スポンサーに選定されるよう高橋治之に依頼、便宜を図ってもらった謝礼などとして2019年9月〜2021年1月、計約6900万円の賄賂を提供した疑いである。
10月4日、東京地検特捜部に贈賄罪で起訴され、同日、会長職を辞任する意向を弁護団を通じて明らかにした。5日、KADOKAWAの取締役会は辞任の申し出を承認した。11月4日、KADOKAWA会長の辞任後も留任していた取締役を辞任し、兄・角川春樹のコカイン密輸事件以降率いてきたKADOKAWAの経営から完全に退くことになった。
2023年4月27日、東京地裁は角川歴彦の保釈を認める決定をした。保釈保証金は2億円。検察側は決定を不服として準抗告したが、東京地裁はこれを退け、同日夜、角川は約7か月ぶりに勾留を解かれ車椅子を使用した状態で保釈された。
2024年6月27日、無罪を主張するほど身柄拘束が長引く「人質司法」によって精神的苦痛を受けたとして、国に2億2000万円の損害賠償を求めて東京地裁に提訴した。
2024年10月8日、贈賄罪に問われた角川の初公判が、東京地方裁判所で行われた。角川は起訴内容について否定、無罪を主張した。

## 人物

### 映画

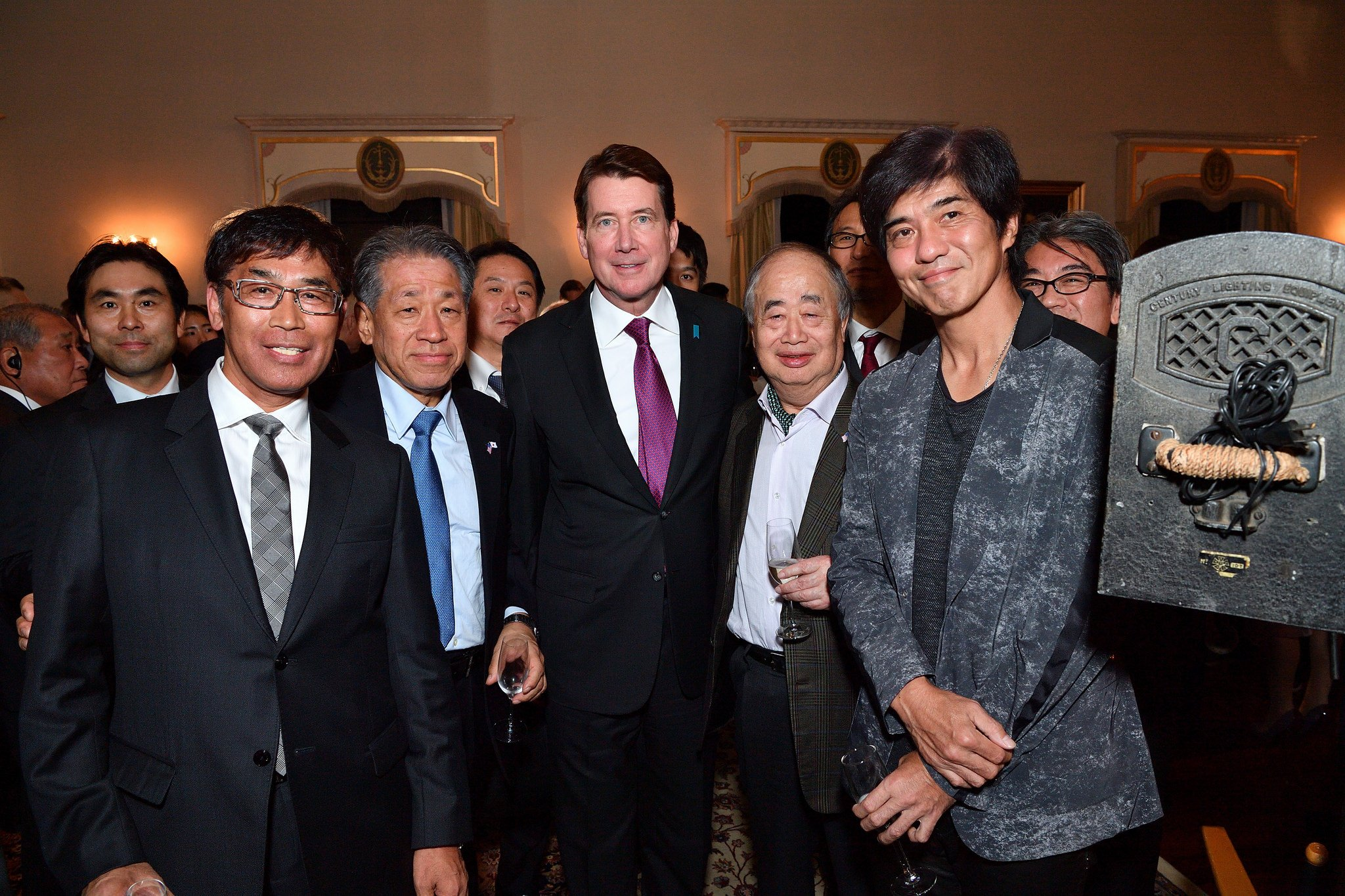
2018年10月24日、佐藤浩市（右端）、ウィリアム・F・ハガティ（右から2人目）らと（佐藤とハガティの間にいるのが角川）

角川大映映画の会長、日本ヘラルド映画の取締役、角川ヘラルド映画の会長兼最高経営責任者などを歴任するとともに、映画のプロデュースなどにも携わったことから、兄の春樹と同じく多数の映画を企画、製作し、「出版社が映画を作った」から「映画を事業としてやる会社」への変化は佐藤辰男に評価された。
1998年3月6日の第21回日本アカデミー賞授賞式にて、「観客動員に於て多大な成績をあげ、日本映画復興の大いなる原動力となりました。これらの作品を企画、製作された着眼点と、素晴らしい実行力に敬意を表して栄誉を称えたい」 との理由により、日本アカデミー賞協会特別賞を授与された。
そのほかにも、1997年12月にはゴールデングロス賞全興連会長特別賞を授与され、1998年6月、2010年6月には藤本賞特別賞を授与され、2000年1月には日本映画テレビプロデューサー協会からエランドール賞特別賞を授与されるなど、製作者に与えられる各賞を受賞している。

### 著作権
DVDのコピーガードの解除や特定のリージョンコード以外のDVDを再生する行為に反対している一人である。一方で同人文化に許容を示し、積極的に同人作家からの新人発掘を薦めたり、MADムービーなどにも一定の理解を示してYouTubeでの公認MADムービー制度を作り上げるなど、柔軟な姿勢を取っている。著書『クラウド時代と〈クール革命〉』を出した際には、期間限定で全文無料公開した。

### 将棋界との縁
少年時代、日本将棋連盟の奨励会初等科（現在の研修会に近いもの）に入っていた。高柳敏夫名誉九段門下で、中原誠十六世名人と兄弟弟子であった。当時の級位は10級。元々、将棋に熱中していた父・源義の意向で入会したが、退会も父が勝手に決めてしまったという。その縁もあって、KADOKAWA・DWANGO相談役に就任後、「将棋電王戦FINAL」において将棋電王戦エグゼクティブ・プロデューサーとなった。角川歴彦は1995年に日本将棋連盟よりアマチュア四段を贈られていたが、電王戦FINAL記者発表会に際してアマチュア五段に昇段している。なお、兄の角川春樹も、井伏鱒二宅で文士たちと将棋対局して、「手合い違いというのか、私たちのメンバーが散々な目にあったことがある」と、アマチュアとしては相当な腕として言及されている。

### エピソード
- デザイナー芦田淳とは親友。
- 尊敬する人が徳間書店の徳間康快だったので、徳間書店から大映を買収した[16]。
- 角川文化振興財団の理事長だった2010年、全長30メートルもの遣唐使船を復元し、上海国際博覧会で初めて披露され、社員に兄・角川春樹の野性号に対抗すると思われた。その後の2021年のオリンピック聖火リレーでも使用された[11]。
- 森村誠一とは生涯の友人であり、角川映画『人間の証明』の上映中は販売責任者として全国縦断サイン会を企画した。逮捕後拘置所にいると、森村から励ましの写真が送られてきたため[60]、森村が亡くなった後、角川歴彦は森村の遺族に許諾を求め、新刊のタイトルに『人間の証明』を使った[61]。

## 家族・親族
- 角川源義（父） - 実業家・国文学者
- 角川照子（継母） - 俳人
- 辺見じゅん（姉） - 歌人・小説家
- 角川春樹（兄） - 実業家・俳人・映画プロデューサー・映画監督
- 角川太郎（甥）(1966年[62]12月25日生[63][64]、角川書店元取締役[20])
- 角川慶子（姪） - 文筆家・元アイドル
- 角川泰章（甥）

妻はKADOKAWA社員で不動産会社も所有している。

## 略歴
- 1943年 - 東京都にて誕生。

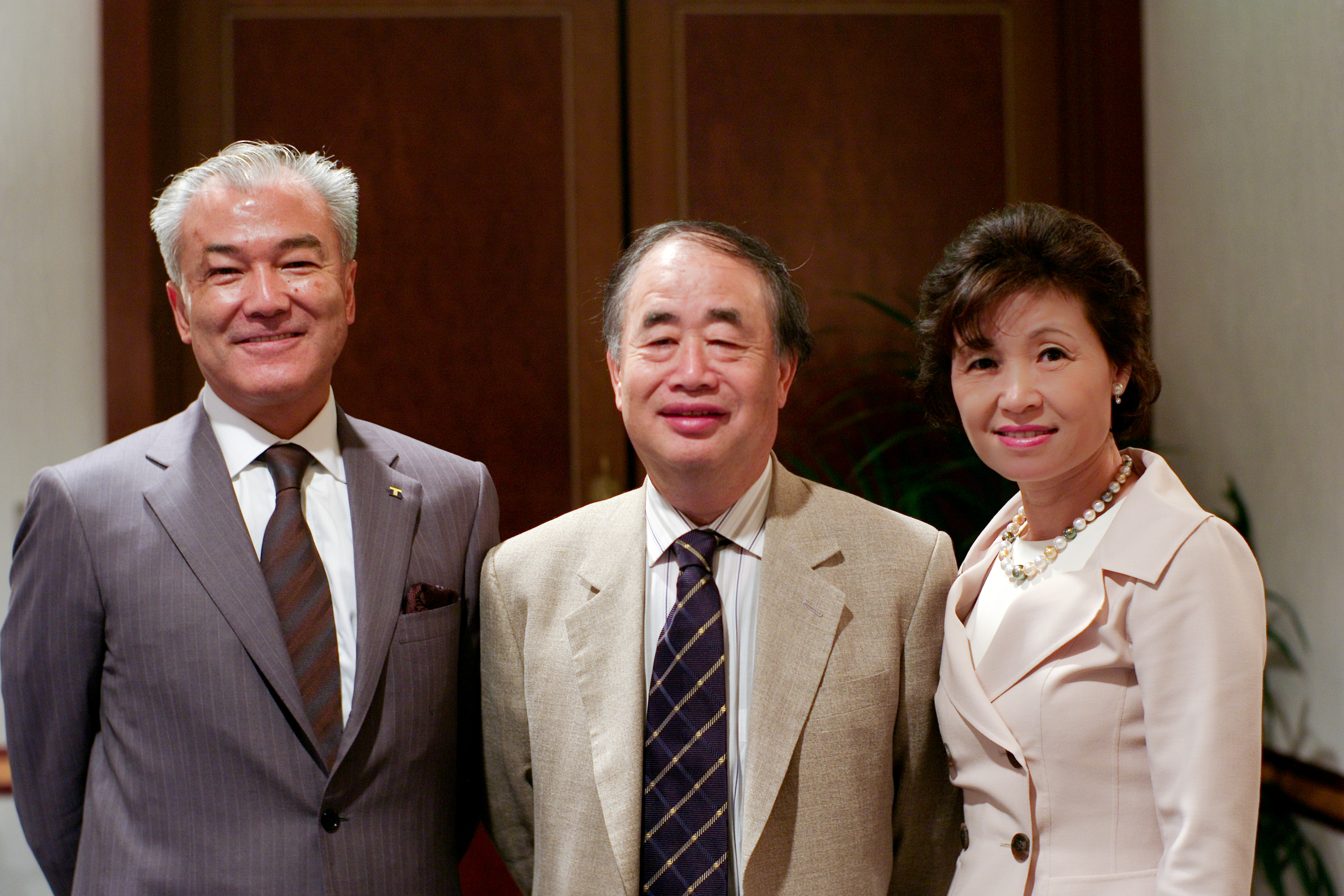
2009年6月19日、カルチュア・コンビニエンス・クラブ社長増田宗昭（左）、ザ・アール社長奥谷禮子（右）と

- 1966年 - 早稲田大学第一政経学部卒業。
- 1966年 - 角川書店（現・KADOKAWA KEY-PROCESS）入社。
- 1973年9月 - 角川書店取締役。
- 1975年6月 - 角川書店取締役営業局長。
- 1975年11月- 角川書店専務取締役。
- 1992年6月 - 角川書店取締役副社長。
- 1992年9月 - 角川書店退職。
- 1993年2月 - メディアワークス代表取締役社長。
- 1993年9月 - 角川書店顧問。
- 1993年10月 - 角川書店代表取締役社長。
- 1994年6月 - 東京メトロポリタンテレビジョン取締役。
- 1995年7月 - 角川文化振興財団理事長。
- 1999年4月 - 台湾國際角川書店股份有限公司（現・台湾角川）董事長。
- 2000年 - 日本雑誌協会理事長。
- 2000年 - メガポート放送会長。
- 2002年2月 - ジー・モード取締役。
- 2002年5月 - 日本映像ソフト協会会長。
- 2002年6月 - 角川書店代表取締役会長兼CEO。
- 2002年6月 - アトラス取締役。
- 2002年8月 - 角川大映映画代表取締役会長。
- 2003年4月 - 角川ホールディングス（現・KADOKAWA KEY-PROCESS）代表取締社長兼CEO。
- 2003年4月 - 角川書店（2代目）代表取締役会長兼CEO
- 2004年5月 - 日本映像振興代表取締社長。
- 2004年6月 - 日本ヘラルド映画取締役。
- 2005年4月 - 角川ホールディングス（現・KADOKAWA KEY-PROCESS）代表取締役会長兼CEO。
- 2005年5月 - KADOKAWA HOLDINGS U.S社長。
- 2005年12月 - 角川モバイル（現・ブックウォーカー）代表取締役会長。
- 2006年3月 - 角川ヘラルド映画取締役会長兼CEO。
- 2006年11月 - カルチュア・コンビニエンス・クラブ顧問。
- 2007年6月 - カルチュア・コンビニエンス・クラブ社外取締役。
- 2010年6月 - 角川グループホールディングス（現・KADOKAWA KEY-PROCESS）取締役会長。
- 2013年2月 - 角川アスキー総合研究所代表取締役社長。
- 2014年10月 - KADOKAWA・DWANGO（現・KADOKAWA）取締役相談役。
- 2015年10月 - （株）ところざわサクラタウン代表取締役会長。
- 2015年 - 「COOL JAPAN FOREST 構想」ジェネラルプロデューサー。
- 2017年3月 - 一般社団法人アニメツーリズム協会理事長。
- 2017年6月 - カドカワ（現・KADOKAWA）取締役会長[65]。
- 2022年9月 - 東京五輪・パラリンピックをめぐる汚職事件において贈賄容疑で逮捕。
- 2022年10月 - KADOKAWA取締役会長を辞任。
- 2022年11月 - KADOKAWA取締役、学校法人角川ドワンゴ学園理事を辞任。兄・角川春樹のコカイン密輸事件以降率いてきたKADOKAWAグループの経営から完全に退くことになる。

## 賞歴
- 1997年 - ゴールデングロス賞全興連会長特別賞[66]。
- 1998年 - 日本アカデミー賞協会特別賞。
- 1998年 - 藤本賞特別賞。
- 2000年 - エランドール賞特別賞。
- 2000年 - 日本宣伝賞正力賞
- 2010年 - 藤本賞特別賞。
- 2019年 - デジタルアーカイブ学会第1回学会賞[67]
- 2023年 - 新藤兼人賞プロデューサー賞[68]

## 作品

### 実写映画
- ガンヘッド（1989年） - 製作委員会
- 失楽園（1997年） - 製作総指揮
- 学校III（1998年） - 製作代表
- 始皇帝暗殺（1998年） - 製作総指揮
- 不夜城（1998年） - エグゼクティブプロデューサー
- お受験（1999年） - 製作総指揮
- 金融腐蝕列島〔呪縛〕（1999年） - 製作総指揮
- 黒い家（1999年） - 製作総指揮
- 十五才 学校IV（2000年） - 製作代表
- T.R.Y.（2003年） - 製作
- 青の炎（2003年） - 製作総指揮
- 嗤う伊右衛門（2003年） - エグゼクティブプロデューサー
- ほたるの星（2003年） - エグゼクティブプロデューサー
- 妖怪大戦争（2005年） - 製作総指揮
- サウスバウンド（2007年） - 製作総指揮
- 鳳凰 わが愛（2007年） - エグゼクティブプロデューサー
- 明日への遺言（2007年） - エグゼクティブスーパーバイザー
- 悪魔のリズム（2007年） - 製作総指揮
- Beauty うつくしいもの（2007年） - 製作総指揮
- グーグーだって猫である（2008年） - エグゼクティブスーパーバイザー
- 旭山動物園物語 ペンギンが空をとぶ（2009年） - 製作総指揮
- 沈まぬ太陽（2009年） - 製作総指揮
- 人間失格（2009年） - 企画・製作総指揮
- 最後の忠臣蔵（2010年） - スーパーバイザー
- 源氏物語 千年の謎（2011年） - 製作総指揮
- 劇場版テンペスト3D（2011年） - 企画
- 劇場版 零 ゼロ（2014年） - 製作総指揮
- エヴェレスト 神々の山嶺（2016年） - 製作代表
- RYUICHI SAKAMOTO: CODA（2017年） - エグゼクティブプロデューサー
- 空海-KU-KAI- 美しき王妃の謎（2017年） - 製作総指揮
- Fukushima 50（2020年）　- 製作代表
- 妖怪大戦争 ガーディアンズ（2021年） - 製作総指揮
- 月（2023年） - 企画

### テレビドラマ
- 大江戸もののけ物語（2020年） - エグゼクティブ・プロデューサー

### アニメーション映画
- ロードス島戦記（1990年） - 製作総指揮
- 老人Z（1991年） - 製作
- 劇場版ユンカース・カム・ヒア（1995年） - 製作
- スレイヤーズ（1995年） - 製作
- はじまりの冒険者たち レジェンド・オブ・クリスタニア（1995年） - 製作
- X（1996年） - 製作
- スレイヤーズ RETURN（1996年） - 製作
- 賢治のトランク 双子の星（1996年） - 製作
- 賢治のトランク 猫の事務所（1996年） - 製作
- 賢治のトランク 氷河ねずみの毛皮（1996年） - 製作
- 魔法学園ルナ LUNAR! 青い竜の秘密すっぽこ魔法作戦（1997年） - 製作
- 新世紀エヴァンゲリオン劇場版 シト新生（1997年） - 製作
- 新世紀エヴァンゲリオン劇場版 Air/まごころを、君に（1997年） - 製作
- 天地無用! 真夏のイヴ（1997年） - 製作
- スレイヤーズ ぐれえと（1997年） - 製作
- 新世紀エヴァンゲリオン劇場版 DEATH (TRUE)² / Air / まごころを、君に（1998年） - 製作
- MAZE☆爆熱時空 天変脅威の大巨人（1998年） - 製作
- スレイヤーズ ごうじゃす（1998年） - 製作
- 機動戦艦ナデシコ -The prince of darkness-（1998年） - 製作
- 映画おじゃる丸 約束の夏 おじゃるとせみら（2000年） - 製作
- 劇場版六門天外モンコレナイト 伝説のファイアドラゴン（2000年） - エグゼクティブプロデューサー
- サクラ大戦 活動写真（2001年） - 製作
- Di Gi Charat 星の旅（2001年） - エグゼクティブプロデューサー
- あずまんが大王 THE ANIMATION（2001年） - 企画
- 超劇場版ケロロ軍曹（2006年） - エグゼクティブプロデューサー
- 時をかける少女（2006年） - 製作総指揮
- 超劇場版ケロロ軍曹2 深海のプリンセスであります!（2007年） - エグゼクティブプロデューサー
- 超劇場版ケロロ軍曹3 ケロロ対ケロロ天空大決戦であります!（2008年） - エグゼクティブ・プロデューサー
- 超劇場版ケロロ軍曹 撃侵ドラゴンウォリアーズであります!（2009年） - エグゼクティブプロデューサー

### テレビアニメ
- 銀河戦国群雄伝ライ（1994年） - 企画
- スレイヤーズ（1995年） - エグゼクティブプロデューサー
- スレイヤーズ NEXT（1996年） - エグゼクティブプロデューサー
- MAZE☆爆熱時空（1997年） - エグゼクティブ・プロデューサー
- スレイヤーズ TRY（1997年） - エグゼクティブプロデューサー
- ロードス島戦記 英雄騎士伝（1998年） - エグゼクティブ・プロデューサー
- ロスト・ユニバース（1998年） - エグゼクティブプロデューサー
- 六門天外モンコレナイト（2000年） - エグゼクティブプロデューサー

### OVA
- ロードス島戦記（1990年） - 製作総指揮
- 天外魔境 自来也おぼろ変（1990年） - 製作
- フォーチュン・クエスト 世にも幸せな冒険者たち（1993年） - 製作
- アルスラーン戦記IV 汗血公路（1993年） - 製作
- 精霊使い（1995年） - 製作
- 不思議の国の美幸ちゃん（1995年） - 製作
- アルスラーン戦記V 征馬孤影・上（1995年） - 製作
- アルスラーン戦記V 征馬孤影・下（1995年） - 製作
- 新海底軍艦（1995年） - 製作
- スレイヤーズ すぺしゃる（1996年） - 製作
- レジェンド・オブ・クリスタニア（1996年） - 製作
- B'T-X NEO（1997年） - 製作総指揮

### ゲーム
- エメラルドドラゴン（1995年） - 制作・総指揮

### 書籍
- 角川歴彦述『21世紀を見据えての角川書店の出版経営戦略--第3の出版スタイルをめざして』出版科学研究所、1997年。
- 「メディアの興亡」三部作
  - 角川歴彦著、片方善治監修『クラウド時代と〈クール革命〉』角川グループパブリッシング、2010年。ISBN 9784047102262
  - 角川歴彦著『グーグル、アップルに負けない著作権法』KADOKAWA、2013年。ISBN 9784040800011
  - 角川歴彦著『躍進するコンテンツ、淘汰されるメディア』KADOKAWA、2017年。
- 角川歴彦著『人間の証明　勾留226日と私の生存権について』リトルモア、2024年。ISBN 9784898155882

## 出演

### 実写映画
- グーグーだって猫である（2008年、監督：犬童一心） - 出版社会長役
- 次郎長三国志（2008年、監督：マキノ雅彦） - 賭場の客役[69]